# Siswa Bazar
Siswa Bazar è una suddivisione dell'India, classificata come nagar panchayat, di 18.884 abitanti, situata nel distretto di Maharajganj, nello stato federato dell'Uttar Pradesh. In base al numero di abitanti la città rientra nella classe IV (da 10.000 a 19.999 persone).

## Geografia fisica
La città è situata a 27° 8' 60 N e 83° 46' 0 E e ha un'altitudine di 89 m s.l.m..

## Società

### Evoluzione demografica
Al censimento del 2001 la popolazione di Siswa Bazar assommava a 18.884 persone, delle quali 9.765 maschi e 9.119 femmine. I bambini di età inferiore o uguale ai sei anni assommavano a 3.146, dei quali 1.665 maschi e 1.481 femmine. Infine, coloro che erano in grado di saper almeno leggere e scrivere erano 11.858, dei quali 7.156 maschi e 4.702 femmine.